# Stanisław Riess
Stanisław Franciszek Riess (ur. 14 grudnia 1908 w Krakowie, zm. 4 lutego 1943 pod Sutton Scotney) – polski pilot myśliwski i lotnictwa bombowego, absolwent Szkoły Podchorążych Rezerwy Lotnictwa, inżynier, cywilny pilot doświadczalny, porucznik Wojska Polskiego. 

## Życiorys
Jego rodzina wyemigrowała do Francji, gdzie w 1928 roku zdał maturę w gimnazjum w Nancy. W 1930 roku ukończył studia na École Supérieure d’Aéronautique w Paryżu. Po powrocie do kraju przeszedł przeszkolenie unitarne w Szkole Podchorążych Rezerwy Piechoty w Jarocinie, następnie wstąpił do Szkoły Podchorążych Rezerwy Lotnictwa, którą ukończył w 1932 roku jako pilot. W 1934 roku odbył ćwiczenia w 4 pułku lotniczym w Toruniu, po ich ukończeniu otrzymał przydział do 1 pułku lotniczego w Warszawie. W 1935 został mianowany na stopień podporucznika ze starszeństwem z 1 stycznia 1934 i 65. lokatą w korpusie oficerów rezerwy aeronautyki.
W 1933 roku został zatrudniony w PZL Okęcie. Pracował tam początkowo jako konstruktor w zespole inż. Wsiewołoda Jakimiuka, a później jako pilot doświadczalny i kierownik Działu Prób w Locie. Do jego zadań należało wykonywanie oblotów samolotów produkowanych seryjnie. Wykonywał loty na samolotach PZL P.11, PZL P.24, PZL.23 Karaś oraz PZL.37 Łoś. W późniejszym okresie oblatywał prototypy samolotów RWD-14 Czapla, PZL.38 Wilk i PZL.50 Jastrząb. W 1937 roku ukończył kurs strzelania samolotów myśliwskich. W listopadzie 1937 roku był członkiem polskiej ekipy, która obsługiwała w Grecji samoloty PZL P.24F oraz PZL P.24G. W sierpniu 1938 roku uczestniczył w rajdzie reklamowym samolotu PZL.37 Łoś przez Rumunię, Bułgarię i Grecję do Turcji. W czerwcu 1939 roku, w celu porównania właściwości lotnych PZL.50 Jastrząb, wykonywał loty na amerykańskim myśliwcu Seversky EP-1.
Jego największą zasługą było wyjaśnienie przyczyny siedmiu katastrof Łosi na przełomie lat 1938/39, które były wynikiem przekompensowania sterów kierunku, ponadto opracował sposoby wyjścia samolotu z tej niebezpiecznej sytuacji. 
5 września 1939 roku ewakuował prototyp samolotu PZL.46 Sum do Lwowa, a następnie 17 września do Rumunii. 26 września na tym samolocie wykonał bardzo odważny i brawurowy lotu z emisariuszami do Warszawy – wylądował na skraju Pola Mokotowskiego. Następnego dnia o 4.30, w zupełnych ciemnościach, wystartował tym samolotem i dotarł do Kowna na Litwie. 
Po przedostaniu się do Wielkiej Brytanii wstąpił do RAF i otrzymał numer służbowy 76665. W październiku 1940 roku otrzymał przydział do dywizjonu 308, ale już w listopadzie został przydzielony do Polskiej Grupy Ekspertów. 11 maja 1941 roku, w charakterze pilota-oblatywacza, otrzymał przydział do 24 Maintenance Unit, w styczniu 1942 r. został przeniesiony do Aircraft and Armament Experimental Establishment (AAEE – Instytut Doświadczalny Płatowców i Uzbrojenia) w Boscombe Down, gdzie badał samoloty alianckie odnośnie do ich modyfikacji i zmian konstrukcyjnych. W późniejszym okresie został mianowany łącznikiem pomiędzy polską grupą w AAEE a Inspektoratem Polskich Sił Powietrznych. Zajmował się badaniem wcześniejszych wersji Handley Page Halifax, które, w razie asymetrii ciągu, wchodziły w rodzaj skrętnego ślizgu bocznego podobnego do płaskiego korkociągu. 4 lutego 1943 roku podczas lotu badawczego na Handley Page Halifax MK II (nr W7917) pilotowany przez niego samolot wpadł w płaski korkociąg i rozbił się pod Sutton Scotney, zginęła trzyosobowa załoga. Zapisy z przyrządów pomiarowych z tego lotu pozwoliły ustalić przyczynę zachowania samolotu i posłużyły do opracowania założeń konstrukcyjnych (powiększenie stateczników pionowych) umożliwiających usunięcie tej wady.
Ponadto zajmował się również publikowaniem artykułów w emigracyjnej prasie lotniczej. W piśmie „Jednodniówka Lotnictwa Polskiego” z lutego 1940 roku opublikował artykuł pt. 10 godzin w oblężonej Warszawie, w miesięczniku „Myśl Lotnicza” opublikował artykuł pt. Kilka uwag o przyszłości przemysłu lotniczego w Polsce.
Został pochowany na cmentarzu w Durrington (grób nr 760).

## Życie prywatne
Był żonaty z Haliną, mieli dwie córki: Hannę i Barbarę.

## Odznaczenia
Był dwukrotnie odznaczany Medalem Lotniczym.